# كاترينا ويب
كاترينا ويب (بالإنجليزية: Katrina Webb) هي منافسة ألعاب القوى أسترالية، ولدت في 22 مايو 1977.

## وصلات خارجية
- كاترينا ويب على موقع النتائج التاريخية لألعاب القوى الأسترالية (الإنجليزية)
- كاترينا ويب على موقع Paralympic.org (الإنجليزية)
- كاترينا ويب على موقع اتحاد ألعاب الكومنولث (مؤرشف) (الإنجليزية)

- الموقع الرسمي